# ペルソナ (生活情報誌発行会社)
株式会社ペルソナは、東京都新宿区西早稲田に所在する広告代理店で、自社媒体の首都圏の大学生に特化したアルバイト情報紙（フリーペーパー）『週刊ペルソナプレス』を発行している。掲載内容は人材広告（求人系）、不動産情報、生活情報など。同情報紙の内容はインターネットでも公開されている。読者からは「ペルソナ」と呼ばれている。